# Schisandra chinensis
Espèce
Classification phylogénétique
Schisandra chinensis (五味子 en Chinois, pinyin: wǔwèizi), la graine aux cinq saveurs est une espèce de plantes à fleurs de la famille des Schisandraceae. C'est une liane arborescente sauvage originaire du Nord Est de la Chine (Heilongjiang, Jilin et Liaoning) et de Mongolie.

## Étymologie
Le nom de genre schisandra, créé par André Michaux en 1803, dérive du grec σχίζειν schidzein « diviser, séparer » et de ἀνδρός andros « homme », en référence aux cellules séparées de l'anthère de S. coccinea.
L’épithète spécifique chinensis est l’épithète de latin scientifique qui s’analyse par composition de l’étymon latin scientifique chin- « Chine » suivi du suffixe latin -ensis « originaire de ».

## Description
Schisandra chinensis est une liane arborescente caduque, sauvage à croissance lente pouvant atteindre 9 à 10 mètres de long. Elle s'enroule autour des arbres et peut atteindre leur sommet.
Un pétiole de 0,9-4 cm porte une feuille simple elliptique à obovée, de 4,5-8 × 2,5-6,5 cm.
La fleur est axillaire et solitaire. Elle comporte de 5 à 9 tépales, de couleur blanche à jaune. Les fleurs sont unisexuées, mâles et femelles en général sur des pieds différents. L'espèce est donc dioïque (parfois monoïque) et nécessite un plant mâle et une femelle pour fructifier. Il existe une variété monoïque "Eastern prince". Après avoir été fécondée, le réceptacle de la fleur femelle s'allonge et dispose les drupes formées à partir des différents carpelles dans une structure ayant l’apparence d'une grappe.
Les fruits sont des drupes rouges de 5 à 6 mm de diamètre apparaissant en grappes.

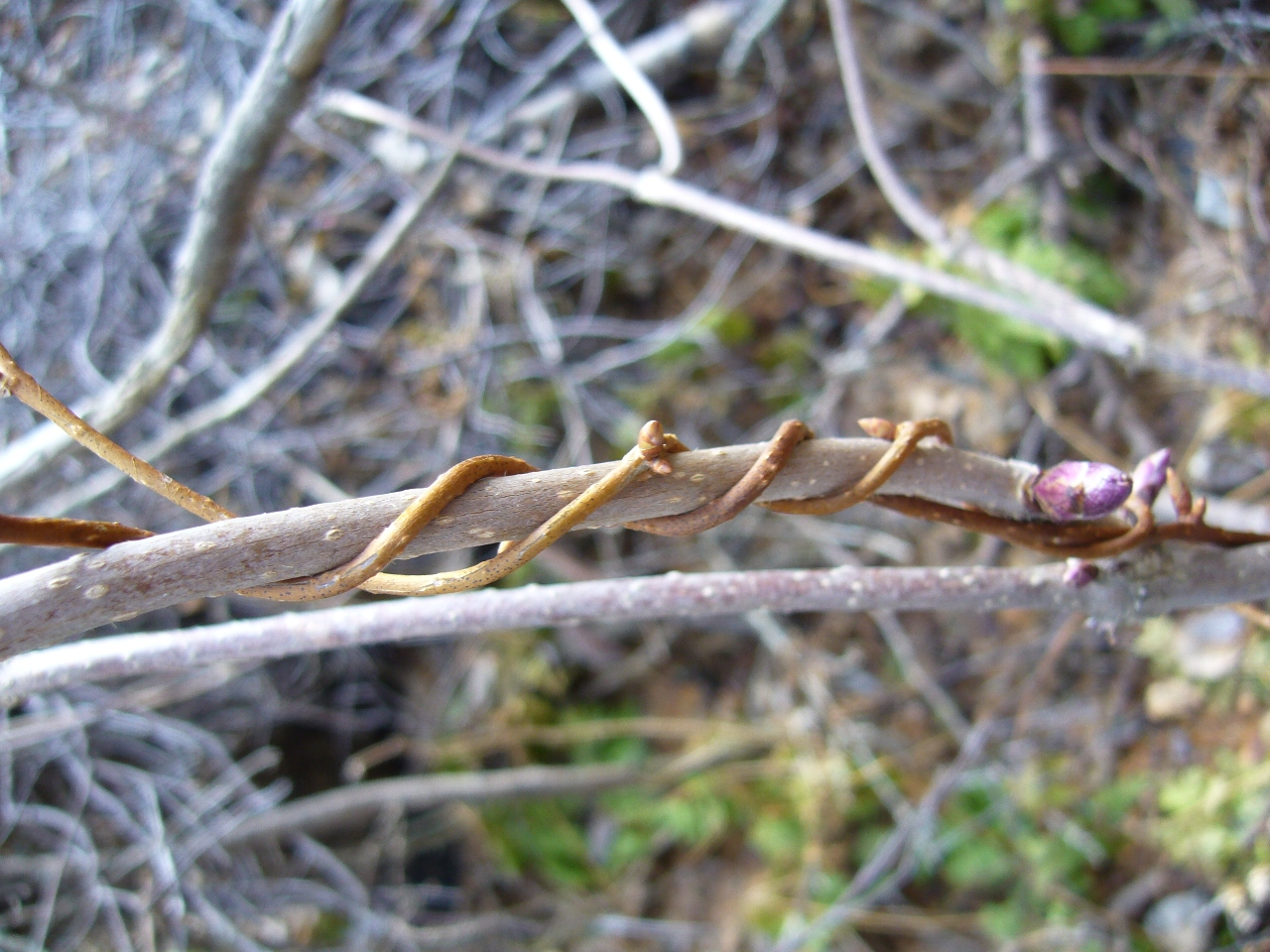
Tige volubile
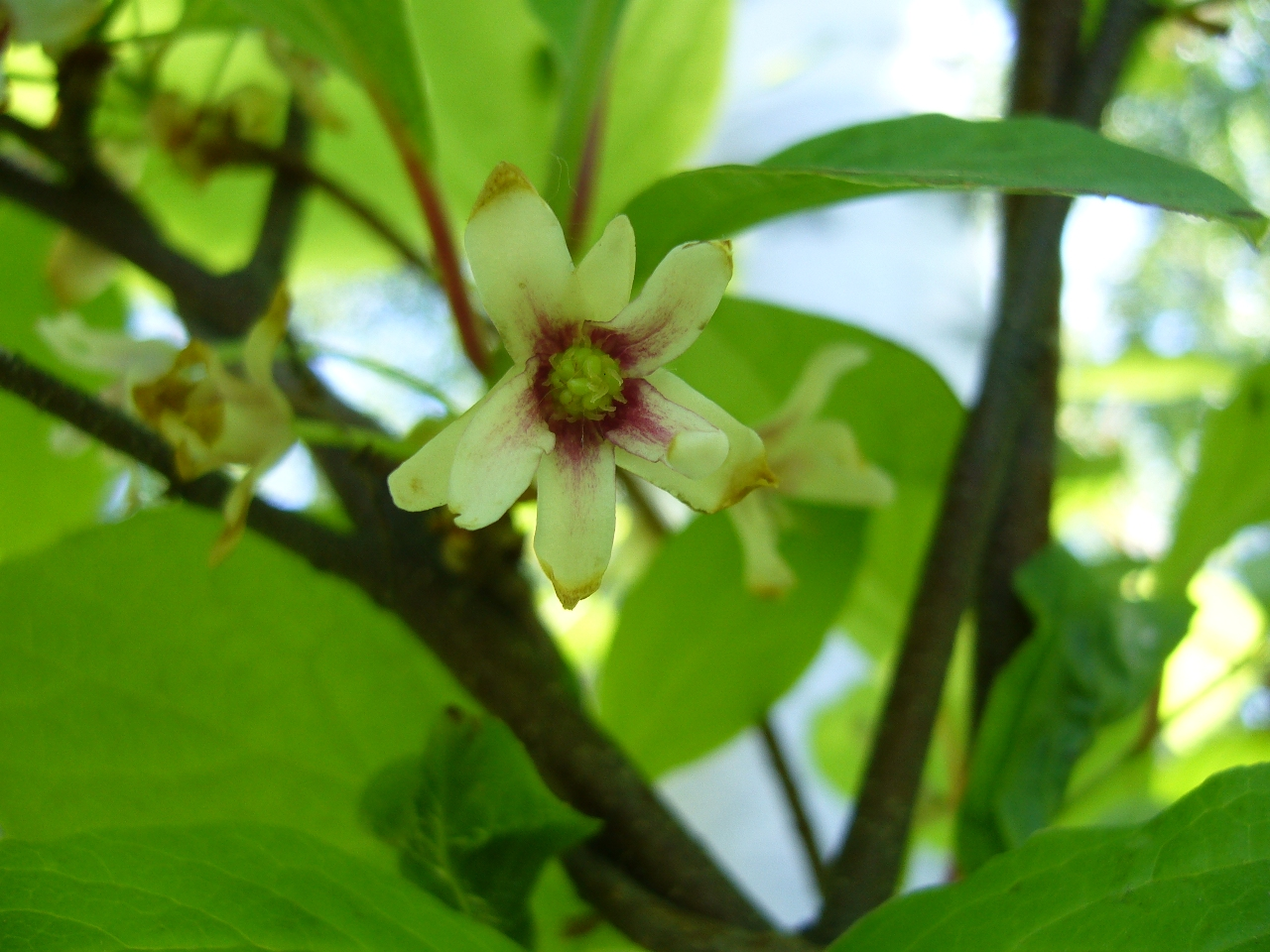
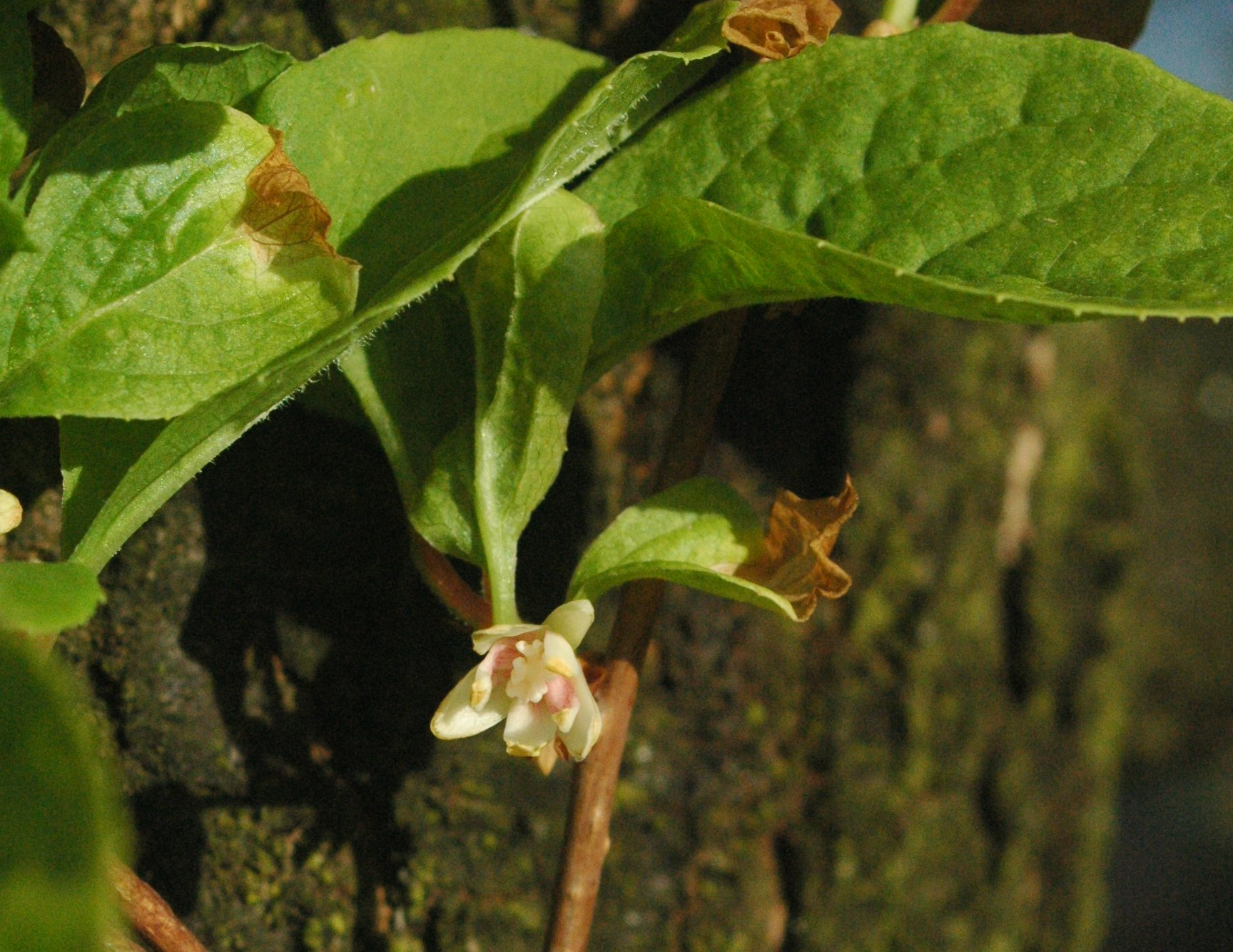
Fleur
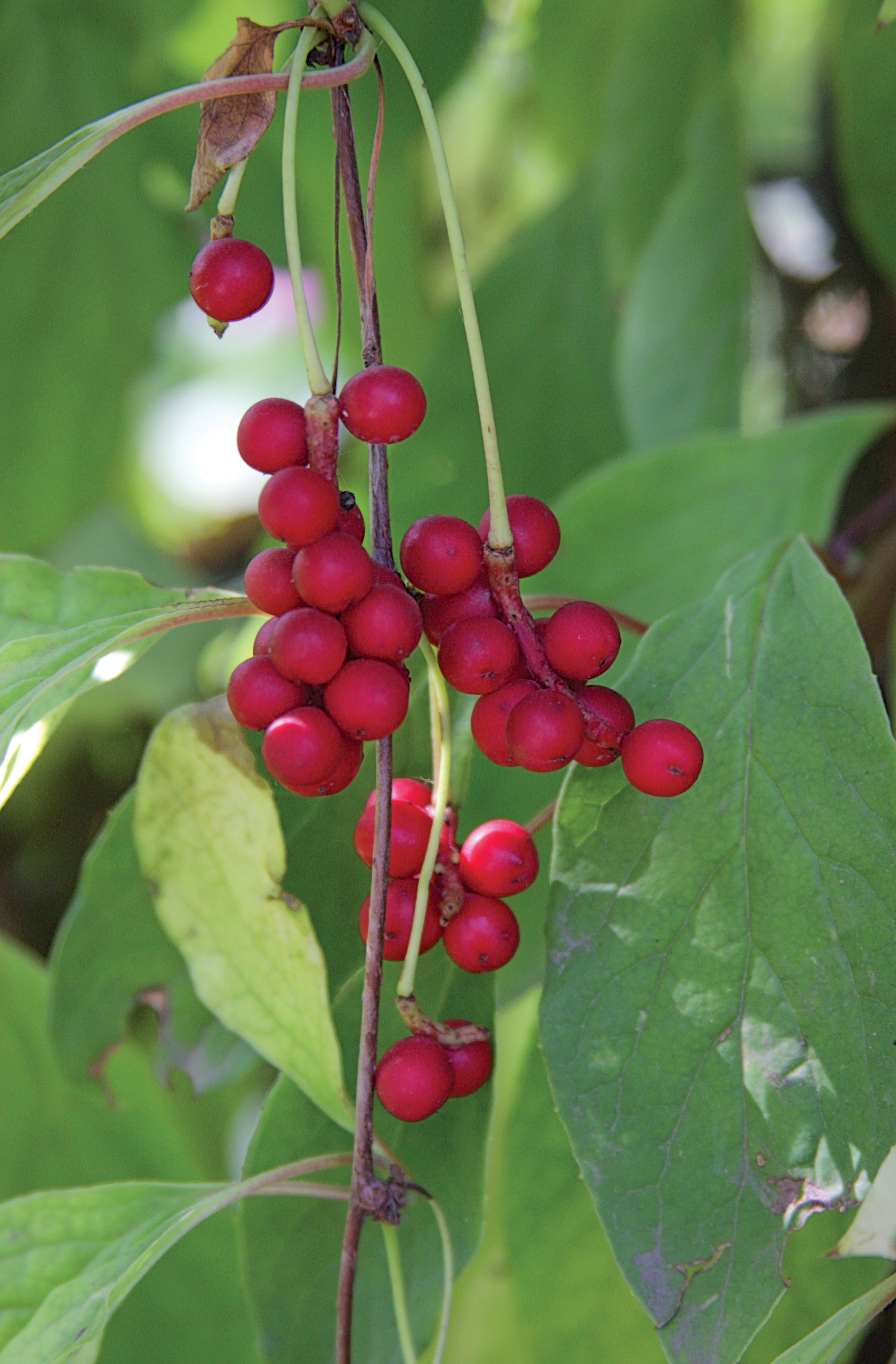
Fruits

## Répartition
Schisandra chinensis pousse en montagne entre 250 m et 1 700 m dans les ravins et le long des cours d'eau.
On trouve cette liane en Chine du Nord-Est, dans le nord du Japon, en Corée et en Russie Extrême-Orientale
C'est une plante cultivée pour son fruit comestible, utilisé en médecine chinoise traditionnelle.
Elle est rustique jusqu'en zone USDA 4 et pousse bien à l'ombre même si elle a besoin de soleil pour mettre à fruits.

## Nomenclature et systématique

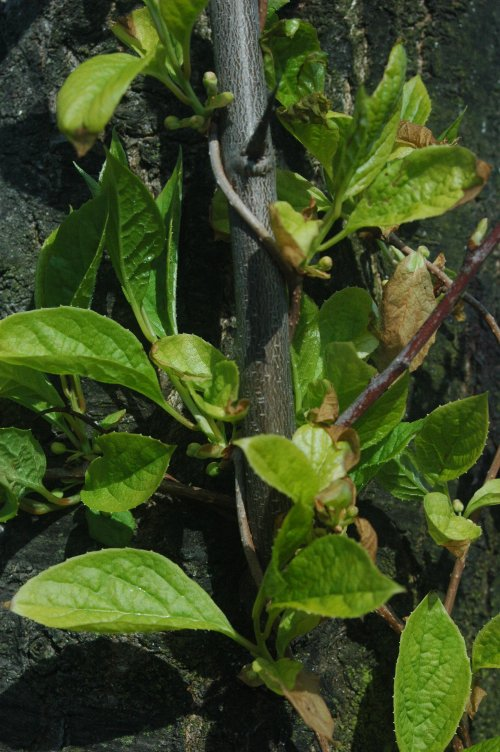
Tige et feuilles de Schisandra chinensis

Son nom chinois wǔwèizi 五味子 tient au fait que l'on trouve les cinq saveurs de la cuisine chinoise dans la plante : le fruit est sucré et sa peau aigre, le noyau est épicé et amer et les feuilles mâchées laissent un arrière-goût salé.
L'espèce a d'abord été nommée, Kadsura chinensis par le botaniste russe Nikolaï Tourtchaninov en 1837, dans Bulletin de la Société Impériale des Naturalistes de Moscou 7: 14 (Tropicos). Puis en 1868, le botaniste français, Henri Ernest Baillon (1827-1895) transféra l'espèce dans le genre Schisandra, si bien qu'on l'appelle maintenant Schisandra chinensis (Turcz.) Baill.

## Culture
La culture de Schisandra chinensis n'est pas facile. Elle a besoin d'un sol riche et humide. La liane ne résiste pas à la sécheresse ou à un haut degré d'humidité.
Le semis donne un faible taux de germination. En cas de réussite, les premiers fruits apparaissent à l'âge de 5 ans.
La bouture est également difficile et seule la bouture herbacée permet d'obtenir environ 1/3 de réussite.
L'espèce est sensible à l'oïdium et peut être traitée à la bouillie bordelaise.
La plante est cultivée comme la vigne sur des espaliers.
La récolte, d'environ 2 kg par arbre, s'effectue en septembre-novembre.

## Composition des graines aux cinq saveurs

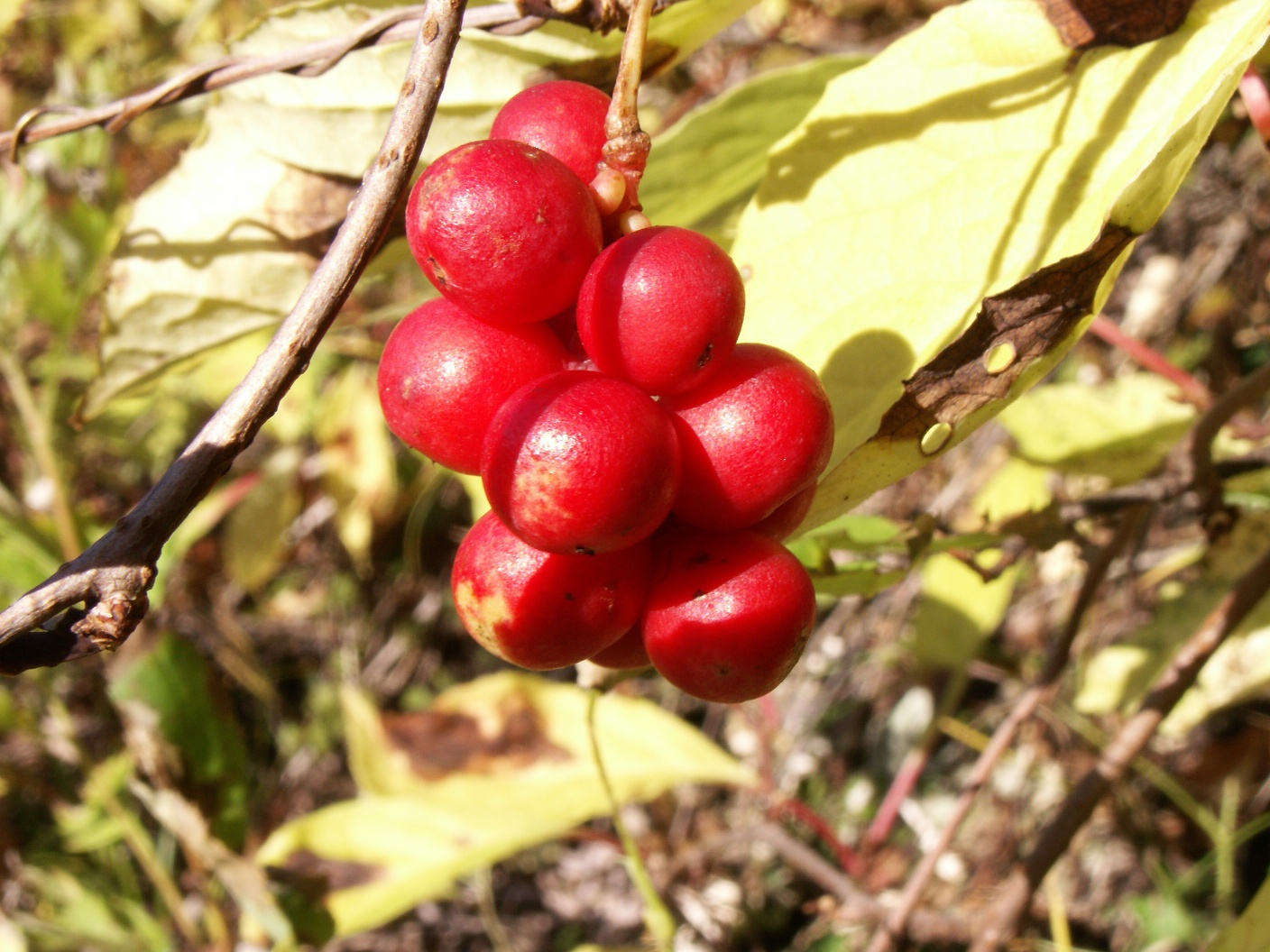
Grappe de drupes

Les drupes contiennent 20 % de sucre, 11 % d'acide citrique, 10 % de protéines, 10 % d'acide malique, 2 % d'acide tartrique, 17 sortes d'acides aminés et de nombreuses vitamines (A, B6, C, E), oligo-éléments (germanium, sélénium, iode et zinc) et huiles essentielles.
La recherche du composé actif responsable de l'effet stimulant a conduit à la découverte de la schisandrine (Balandin 1951), un composé de la famille des lignanes. Il fut montré que parmi six fractions différentes, la schisandrine était le principe activant le plus les performances mentales. Viennent ensuite la gamma-schisandrine puis d'autres lignanes secondaires : gomisine A, B, C, D, E, F.

## Utilisation en médecine traditionnelle
- Chine :

Les graines aux cinq saveurs sont utilisées en herbologie chinoise, où l'on considère cette espèce adaptogène, comme une des « 50 plantes fondamentales » . Les fruits du wǔwèi sont le plus souvent utilisés séchés puis bouillis pour en faire une infusion.
La médecine traditionnelle chinoise tire ses principes depuis son origine, de la théorie du yin-yang et de la théorie cosmologique des cinq phases, qui rassemble en classes de cinq entités la multiplicité des phénomènes naturels et humains. Les cinq phases (Bois, Feu, Terre, Métal, Eau) sont associés aux cinq viscères pleins (Foie, Cœur, Rate, Poumon, Rein), aux cinq saveurs (Aigre, Amer, Sucré, Épicé, Salé) et aux cinq sens (vue, parole/toucher, goût, odorat, ouïe). Ces règles de correspondance servent à établir les relations entre les propriétés organoleptiques des plantes et leurs actions thérapeutiques.
La première encyclopédie de matière médicale chinoise, le Shennong bencao jing (au Ier siècle), décrit la graine aux cinq saveurs comme « aigre et chaud. Elle stimule le qi... elle fortifie le yin et stimule l'essence mâle ». La saveur aigre prédominante indique une aptitude à pénétrer les organes yin, le foie et les reins. De tous temps, les graines aux cinq saveurs ont été prescrites pour les patients souffrant du foie et des reins et ceux ayant des sueurs nocturnes et des émissions nocturnes.
Suivant la Pharmacopée chinoise (2008), le fruit de la wuweizi « graine aux cinq saveurs » est collecté en automne, lorsqu’il est mûr puis il est séché au soleil et est utilisé cru ou étuvé au vinaigre et au miel, pour les indications suivantes :
1. toux sèche, asthme,
2. sueurs spontanées ou nocturnes, diarrhée chronique
3. neurasthénie, troubles de l’humeur, insomnie, perte de mémoire
4. diabète

Tonifiant général, la Schisandra a été donnée durant des siècles aux jeunes Chinois avant leur nuit de noces, afin qu’ils honorent, comme il se doit, leur jeune épouse. C’est en effet un activateur, au niveau du système nerveux central, des cinq sens : goût, odorat, ouïe, vue et surtout toucher. Ses vertus anti-fatigue en font un aphrodisiaque aussi prisé en Chine que le ginseng (auquel on peut l’associer). D’ailleurs, la tradition chinoise affirmait que les baies de Schisandra permettaient de « posséder dix femmes pendant cent nuits ».
Ces baies ne doivent pas être consommées par les femmes enceintes.

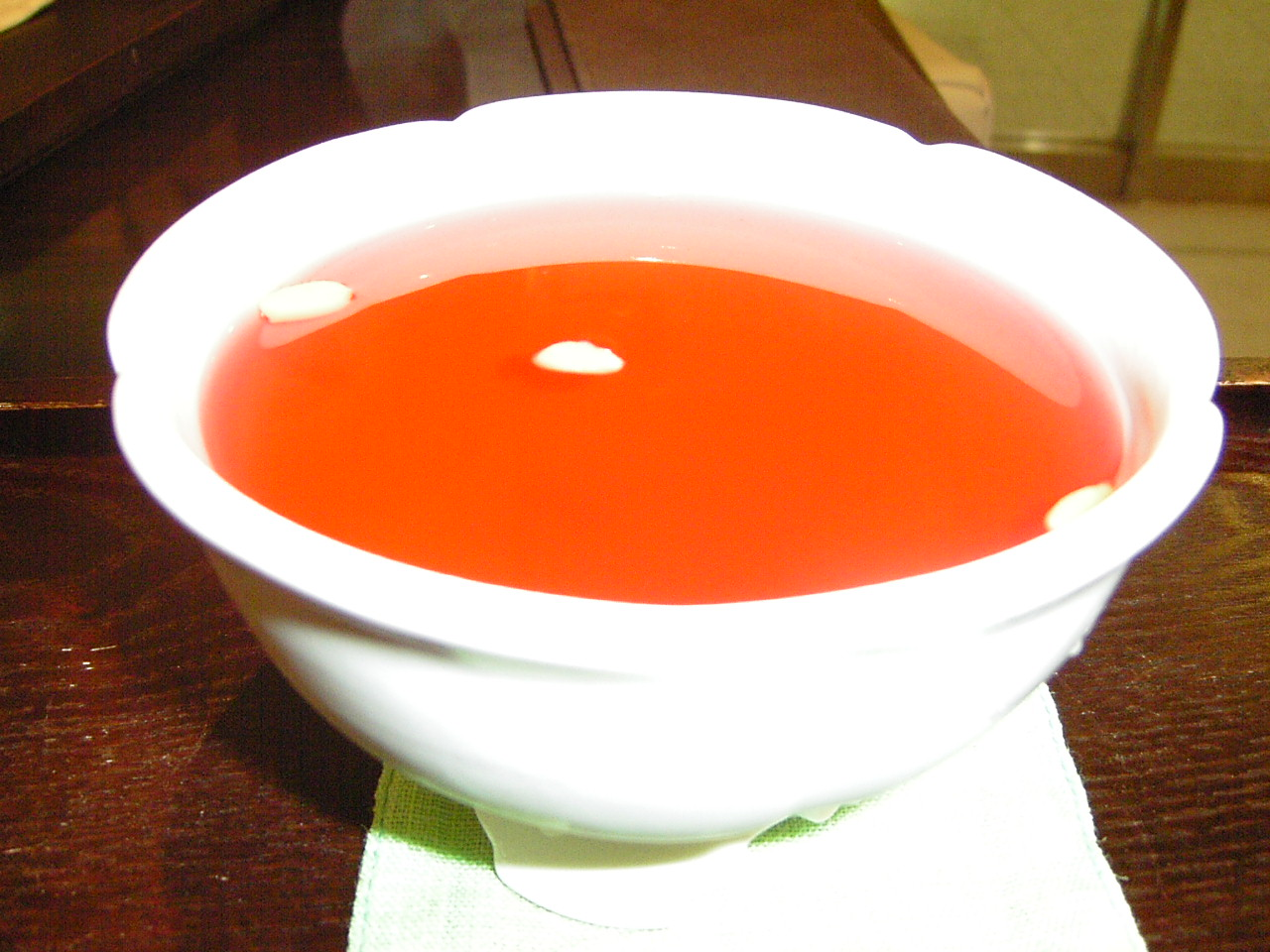
Tisane de schisandra

En Chine, on fabrique également une sorte de baijiu (alcool) avec ses fruits.
En Corée, ces baies sont appelées omija (hangeul: 오미자), et le thé qui en est extrait est l'omija cha (hangeul: 오미자 차). En Japonais, les baies sont appelées gomishi.
- Russie

Les fruits de la Schisandra chinensis ont été utilisés par les populations de chasseurs Nanai dans la Russie Extrême-Orientale, pour améliorer la vision nocturne, comme reconstituant ainsi que pour réduire la faim et la soif: « ça permet de poursuivre une zibeline toute une journée sans manger » disent-ils. Cet effet pouvant être fort utile aux soldats, attira l'intérêt des autorités soviétiques durant la dernière Guerre Mondiale qui lancèrent alors un vaste programme d'étude des propriétés de la limonnik (le nom russe de la plante).

## Études pharmacologiques
Les chercheurs de l'ancienne Union soviétique ont mené de très nombreux travaux des effets sur l'animal d'extraits éthanoliques des graines sèches de Schisandra chinensis (EGS). Ces études ont révélé une protection contre le stress, une augmentation de la capacité de travail physique, une stimulation du système nerveux central et une activité antioxydante.
Ils ont montré que l'administration d'EGS (extrait de graines de Schisandra) à la dose de 0,05 mL/kg augmentait la durée de nage des souris blanches de 71 ± 4 min à 120 ± 11 min (Lupandin, 1965, 1981, 1986). L'extrait de Schisandra accroit la résistance des animaux de laboratoire soumis à diverses conditions stressantes comme la chaleur ou le froid extrêmes ou la diminution de la pression atmosphérique. L'expérimentation animale a aussi montré que l'extrait alcoolique de l'amande de la graine était anti-hépatotoxique. Une activité antioxydante a été aussi mise en évidence sur le lapin par administration orale de Fructus Schisandra.
Des études récentes ont montré que les lignanes de la plante pourraient expliquer certains de ces effets. Ces composés sont des polyphénols formés de deux unités phénylpropanoïdes.
La schisandrine, le composant actif de la classe des lignanes, le plus abondant dans les graines aux cinq saveurs, procure une protection des tissus contre des dommages oxydatifs en renforçant le statut antioxydant du glutathion.
Plusieurs études de la Hong Kong University ont montré qu'un traitement à la schisandrine B pouvait protéger contre les dégâts provoqués par les radicaux libres sur la peau, le cerveau, le cœur, les reins et le foie des rongeurs.
Le vieillissement photo-induit de la peau est dû à la dégradation de la matrice extracellulaire.
L'irradiation solaire de la peau augmente les dérivés réactifs de l'oxygène (DRO) qui accroissent l'activité des protéases de type élastases et MMP-1 chez le fibroblaste humain et provoquent la dégradation de la matrice extracellulaire.
Le prétraitement par la schisandrine B ou C supprime l'accroissement d'élastases et MMP1 induit par irradiation solaire.
La diminution du glutathion réduit (GSH) cellulaire provoquée par l'irradation solaire est limitée si elle est accompagnée par un prétraitement à la schisandrine B.
La réponse antioxydante du glutathion obtenu par l'action pro-oxydante des schisandrine B et C peut renforcer la résistance des fibroblastes humains aux dégâts oxydatifs provoqués par l'irradiation solaire.
La consommation prolongée d'alcool produit une augmentation du stress oxydatif dans le foie et divers autres organes. Un traitement prolongé à l'éthanol de rats permet d'observer une diminution des paramètres anti-oxydants mitochondriaux dans divers tissus. Si celui-ci s'accompagne d'un cotraitement à la schisandrine B, on observe une amélioration des paramètres antioxydants mitochondriaux. Celle-ci est accompagnée par une augmentation significative des protéines de choc thermique (HSP) dans tous les tissus et particulièrement dans le cœur.
Plusieurs essais sur l'animal indiquent que les fruits de S. chinensis sont hépatoprotecteurs, en favorisant la régénération des cellules hépatiques en cas d'atteinte toxique (au tétachlorure de carbone).
La présence importante de lignagne dans cette plante fait qu'il est considéré par certain comme un stimulant qui augmenterait les sécrétions sexuelles